# Johann David Wyss
Johann David Wyss (Berna, 4 de marzo de 1743 - 11 de junio de 1818) fue un escritor suizo. En su juventud estudió en la universidad en Alemania, y fue bibliotecario en su ciudad natal. Su fama mundial le viene por haber escrito la novela El Robinson Suizo, novela inspirada en Robinson Crusoe de Daniel Dafoe. La novela tuvo una gran difusión en todo el mundo, siendo editada por el hijo del autor, Rudolf Wyss.

## Influencias
Jules Verne declaró que El Robinson Suizo era uno de sus libros favoritos, e incluso se animó escribir una continuación titulada Segunda patria en 1900.

## Cine
La película de Swiss Family Robinson producida por Disney está basada ligeramente en una de sus novelas.
- Datos: Q115822
- Multimedia: Johann David Wyss / Q115822
- Textos: Autor:Johann David Wyss